# Phytomyza modica
Phytomyza modica är en tvåvingeart som beskrevs av Spencer 1969. Phytomyza modica ingår i släktet Phytomyza och familjen minerarflugor.
Artens utbredningsområde är Ontario. Inga underarter finns listade i Catalogue of Life.